# One Night in Paris
One Night in Paris - The Exciter Tour 2001 - A Live DVD by Anton Corbijn es un álbum en directo del grupo inglés de música electrónica, Depeche Mode (David Gahan, Martin Gore, Andrew Fletcher), dirigido por Anton Corbijn, publicado en DVD y videocinta VHS en 2002.
Fue su primer álbum en directo publicado en formato digital DVD. Como su nombre indica, Una noche en París, contiene material del concierto realizado la noche del 10 de octubre de 2001 en la ciudad de París, Francia, correspondiente a la gira Exciter Tour con motivo del álbum Exciter de ese mismo año, aunque en realidad con material también de una noche antes, del 9 de octubre, probablemente no mencionado en el empaque para no contradecir el título; y un segundo disco con material adicional.
La edición en VHS fue solo para Europa, esta contiene únicamente el material del primer disco, es decir, solo el concierto, y el subtítulo es A Live Concert Film by Anton Corbijn. Al igual que Exciter fuera el último álbum del grupo que apareció en casete, One Night in Paris fue el penúltimo material de DM publicado en videocinta.

## Edición estándar
| DVD 1 - One Night in Paris – The Exciter Tour 2001 – A Live DVD by Anton Corbijn |                                                                                        |          |  |
| N.º                                                                              | Título                                                                                 | Duración |  |
| 1.                                                                               | «Easy Tiger / Intro acústico de Dream on» (en vivo en París en 2001)                   | 2:46     |  |
| 2.                                                                               | «The Dead of Night» (en vivo en París en 2001)                                         | 5:02     |  |
| 3.                                                                               | «The Sweetest Condition» (en vivo en París en 2001)                                    | 3:39     |  |
| 4.                                                                               | «Halo» (en vivo en París en 2001)                                                      | 4:49     |  |
| 5.                                                                               | «Walking in My Shoes» (en vivo en París en 2001)                                       | 6:25     |  |
| 6.                                                                               | «Dream on» (en vivo en París en 2001)                                                  | 5:40     |  |
| 7.                                                                               | «When the Body Speaks» (en vivo en París en 2001)                                      | 6:58     |  |
| 8.                                                                               | «Waiting for the Night» (en vivo en París en 2001)                                     | 6:07     |  |
| 9.                                                                               | «It Doesn't Matter Two» (en vivo en París en 2001; en versión acústica solo con piano) | 3:46     |  |
| 10.                                                                              | «Breathe» (en vivo en París en 2001)                                                   | 5:51     |  |
| 11.                                                                              | «Freelove» (en vivo en París en 2001)                                                  | 6:40     |  |
| 12.                                                                              | «Enjoy the Silence» (en vivo en París en 2001)                                         | 7:29     |  |
| 13.                                                                              | «I Feel You» (en vivo en París en 2001)                                                | 6:48     |  |
| 14.                                                                              | «In Your Room» (en vivo en París en 2001, en su forma Zephyr Mix)                      | 5:32     |  |
| 15.                                                                              | «It's No Good» (en vivo en París en 2001)                                              | 4:37     |  |
| 16.                                                                              | «Personal Jesus» (en vivo en París en 2001)                                            | 7:46     |  |
| 17.                                                                              | «Home» (en vivo en París en 2001)                                                      | 6:09     |  |
| 18.                                                                              | «Condemnation» (en vivo en París en 2001; en versión acústico solo con piano)          | 4:23     |  |
| 19.                                                                              | «Black Celebration» (en vivo en París en 2001)                                         | 4:50     |  |
| 20.                                                                              | «Never Let Me Down Again» (en vivo en París en 2001)                                   | 11:12    |  |

Créditos
Anton Corbijn - dirección
David Gahan - vocales
Martin Gore - guitarra, vocales y teclados
Andrew Fletcher - teclados y apoyo vocal
Christian Eigner - batería
Peter Gordeno - teclados, incluyendo el modo piano, y apoyo vocal
Georgia Lewis - coros
Jordan Bailey - coros
Andrew Phillpott - dirección musical
Richard Bell - producción
Jonathan Kessler - producción ejecutiva
Daniel Miller - producción ejecutiva
Todas las canciones fueron compuestas por Martin Gore.

| DVD 2 – contenido adicional | |          |  |
| N.º                         | Título | Duración |  |
| 1.                          | «La preparación» (documental sobre One Night in Paris) | 8:20     |  |
| 2.                          | «La fotografía» (galería de fotos por Anton Corbijn) | 52:00    |  |
| 3.                          | «La espera» (comentarios de seguidores de la banda previo al concierto) | 7:15     |  |
| 4.                          | «La plática» (entrevista con los integrantes de la banda previo al concierto) | 10:24    |  |
| 5.                          | «Waiting for the Night» (proyección del concierto) |          |  |
| 6.                          | «It Doesn't Matter Two» (proyección del concierto) |          |  |
| 7.                          | «In Your Room» (proyección del concierto) |          |  |
| 8.                          | «It's No Good» (proyección del concierto) |          |  |
| 9.                          | «Black Celebration» (proyección del concierto) |          |  |
| 10.                         | «Sister of Night» (en vivo en París en 2001; en versión acústica solo con piano y cantada por Martin Gore) | 5:25     |  |
| 11.                         | «Never Let Me Down Again» (en vivo en París en 2001 en tres diferentes ángulos) | 7:30     |  |
| 12.                         | «Subtitulaje» (en alemán, francés, inglés, italiano, español y japonés) |          |  |
| 13.                         | «Surrender» (cantada por Martin Gore en el camerino, es un huevo de Pascua virtual, para acceder se debe entrar a las proyecciones del concierto, aparece a la izquierda un rostro dibujado con lentes y a la derecha las canciones que cuentan con proyección, hay que seleccionar "In Your Room", apretar tres veces la flecha derecha en el control remoto y después la izquierda, los lentes del rostro se ponen de color rojo y es cuando se puede seleccionar la opción oculta) | 4:46     |  |

## Edición enUMD
Para 2005, One Night in Paris se publicó en Europa y en América en formato Universal Media Disc para el PlayStation Portable de Sony, con subtítulo A Live Film by Anton Corbijn, como parte de la publicidad alrededor del álbum Playing the Angel de ese año que también apareció en ese formato. One Night in Paris es de los únicos materiales del grupo disponibles así junto con el también concierto Devotional, el documental 101 y ese álbum.

## Datos
- En el caso de One Night in Paris no hubo edición en disco de audio excepto un CD promocional con diez de los temas del concierto, publicado solo en Inglaterra y en Australia.
- One Night in Paris fue relanzado en 2005 en Europa.
- El tema «It Doesn't Matter Two» fue interpretado la noche del 9 de octubre, no la del día 10 como indica el título del vídeo.

Aunque la gira fue más bien corta y el álbum Exciter tuvo un recibimiento encontrado entre los seguidores del grupo, One Night in Paris logró quizás mejor respuesta que el disco. Este es además el primer álbum en vivo de Depeche Mode presentado en DVD, en este caso ya no hubo edición en disco, y solo por ello es importante pues por ejemplo marcó la pauta para la reedición un par de años después también en formato digital del Devotional o del siguiente concierto, Touring the Angel: Live in Milan en 2006, cuyos contenidos son básicamente muy parecidos al de One Night in Paris, excepto por el número de canciones.
Por otra parte, deja patente la capacidad de la banda para producir música, esto es, sin su arreglista oficial Alan Wilder, quien entre sus múltiples funciones dentro de Depeche Mode siempre se había encargado de preparar los conciertos y hacer los pertinentes arreglos para cada canción tocada en los escenarios. Esta vez, tal labor recayó en Andrew Phillpott, quien arregló las nuevas y las clásicas canciones de Depeche Mode para toda una gira y para este concierto capturado en película, con buena respuesta de público.
Así, Depeche Mode es presentado como un quinteto, tocando la mayoría de sus canciones en forma semi-acústica, con Christian Eigner en batería sustituyendo el efecto de percusión del sintetizador y el tal vez más indispensable teclado de Peter Gordeno, quien en varios de los temas utiliza el modo piano logrando novedosos aportes como en el caso de «Never Let Me Down Again», motivo por el cual comenzaron a ser considerados por algunos seguidores del grupo como miembros semioficiales de Depeche Mode.